# احمد نجاتی کارگر
احمد نجاتی کارگر (۳۱ شهریور ۱۳۶۶ – ۱۵ مرداد ۱۳۸۸) از بازداشت‌شدگان اعتراضات ۱۳۸۸ در بازداشتگاه کهریزک بود که به دلیل ضرب و شتم در بازداشتگاه، بعد از آزادی به دلیل از دست دادن هر دو کلیه کشته شد.
بخش خبری ۲۰:۳۰ در خبری که پخش نمود مدعی شد که فردی به نام احمد نجاتی کارگر کشته نشده و او در حال حاضر زنده است. همچنین تصویری از محل دفن او را نشان دادند که تاریخ مرگ مربوط به هشت سال پیش بود؛ ولی مادر نجاتی کارگر در مصاحبه‌ای اعلام نمود که قبر فرزندش دو طبقه است و این سنگ قبر مربوط به برادر احمد است که هشت سال پیش از دنیا رفته‌است.
مراسم سالگرد درگذشت احمد نجاتی کارگر ۱۴ مرداد ۱۳۸۹ در قطعه ۲۱۳ بهشت زهرا با حضور مردم برگزار شد. در این مراسم سه تن توسط نیروی انتظامی بازداشت شدند.